# Steins;Gate
Steins;Gate (シュタインズ・ゲート Shutainzu Gēto?) är en visuell roman i genren hård science fiction, som utvecklades av 5pb. och Nitroplus, och släpptes till Xbox 360 den 15 oktober 2009. Den har senare portats till Microsoft Windows, Playstation Portable, IOS, Playstation 3, Playstation Vita och Android.
Windows-versionen släpptes internationellt av JAST USA på engelska den 31 mars 2014. Playstation 3- och Playstation Vita-versionerna planeras släppas av PQube på engelska i Europa den 5 juni 2015,[uppföljning saknas] och i Nordamerika någon gång år 2015.
Spelet är den andra delen i Science Adventure-serien; dess föregångare är Chaos;Head, och uppföljaren är Robotics;Notes. Steins;Gate har även fått tre spinoff-spel: Steins;Gate 8-bit, Hiyoku Renri no Darling och Senkei Kousoku no Phenogram.

## Gameplay
Steins;Gate är gameplaymässigt till stor del en typisk visuell roman; spelaren läser dialog och annan text som syns på skärmen medan tillhörande figur-sprites och bakgrunder visas. Vid vissa tillfällen kan spelaren påverka handlingen genom phone trigger-systemet: när spelaren får ett telefonsamtal i spelet kan han eller hon välja att svara eller avvisa, och när han eller hon får ett SMS-meddelande fungerar vissa ord som hyperlänkar; genom att klicka på dessa kan spelaren välja att svara på meddelandet.

## Mottagande
| Mottagande      | Mottagande    |
| Samlingsbetyg   | Samlingsbetyg |
| Tjänst          | Betyg         |
| --------------- | ------------- |
| Gamerankings    | 87,75%        |
| Metacritic      | 87/100        |
| Recensionsbetyg |               |
| Publikation     | Betyg         |
| US Gamer        | 5/5           |
| Multiplayer.it  | 8.9/10        |
| Hardcore Gamer  | 4/5           |
| Destructoid     | 8/10          |

Steins;Gate har i allmänhet mötts av positiv kritik; spelet har samlingsbetyget 87/100 på Metacritic.